# Anselme Batbie

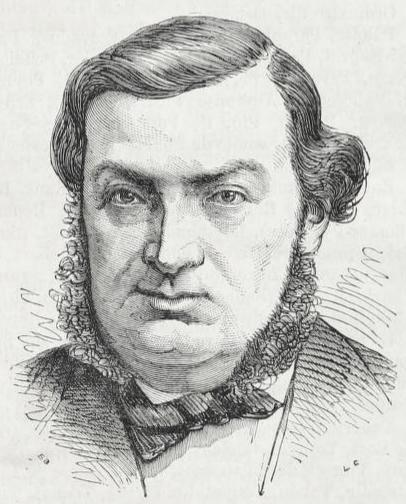
Anselme Batbie.

Anselme Polycarpe Batbie, född den 31 maj 1828, död den 12 juni 1887, var en fransk nationalekonom och politiker. 
Batbie besökte 1860 på uppdrag av regeringen åtskilliga universitet i Belgien, Nederländerna och Tyskland för att studera undervisningen i stats- och förvaltningsrätt, fick 1865 en nyupprättad professur i politisk ekonomi i Paris samt blev i februari 1871 medlem av nationalförsamlingen, där han höll sig till det orleanska partiet och var en häftig motståndare till republiken. 
Genast efter Thiers avgång från presidentskapet och Mac Mahons val till samma plats blev Batbie (25 maj 1873) kultusminister, vilket ämbete han dock måste nedlägga redan den 26 november samma år, då Broglies ministär avgick. Från 1876 var han medlem av senaten och invaldes 1885 i Franska institutet (Académie des sciences morales et politiques). Han är författare till värderika nationalekonomiska och juridiska arbeten: Cours d’économie politique (1864), Le crédit populaire (1865), Traité de droit public et administratif (8 band, 2:a upplagan 1885).